# Ammotrechula gervaisii
Ammotrechula gervaisii är en spindeldjursart som först beskrevs av Pocock 1895.  Ammotrechula gervaisii ingår i släktet Ammotrechula och familjen Ammotrechidae. Inga underarter finns listade i Catalogue of Life.